# Gymnocalycium
Gymnocalycium es un género con alrededor de 70 especies sudamericanas de cactos. Se trata de cactus caracterizados por su patrón de crecimiento globular y flores con receptáculo inerme. Muchas especies son relativamente pequeñas con tamaños que van de 4 a 15 cm de diámetro. Se trata de plantas frecuentemente cultivadas por coleccionistas debido a su facilidad para florecer, y la belleza y colorido de sus flores.

## Distribución
Se distribuye en el sur de Brasil, Paraguay, Bolivia, Uruguay, Argentina y el centro de México aunque, la mayor parte de las especies son endémicas de los cordones montañosos del centro y norte de Argentina.

## Taxonomía
El género fue descrito por Pfeiff. ex Mittler y publicado en Taschenbuch für Cactusliebhaber : auf neue Erfahrungen gestüsste Kultur und Uebersicht der im teutschen Handel vorkommenden Cactuspflanzen 2: 124. 1844.

## Etimología
Gymnocalycium: nombre genérico que deriva del griego,  γυμνός (gymnos) para "desnudo" y κάλυξ ( kalyx ) para "cáliz" = "cáliz desnudo", donde refiere a que los brotes florales no tienen ni pelos ni espinas.

## Especies

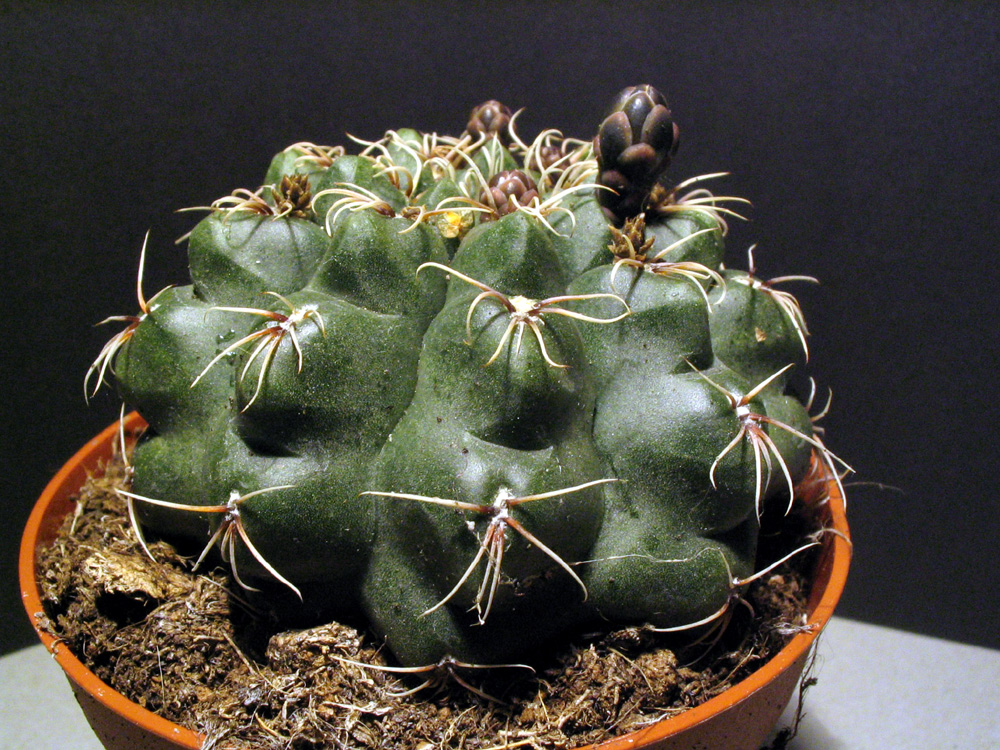
Gymnocalycium baldianium.

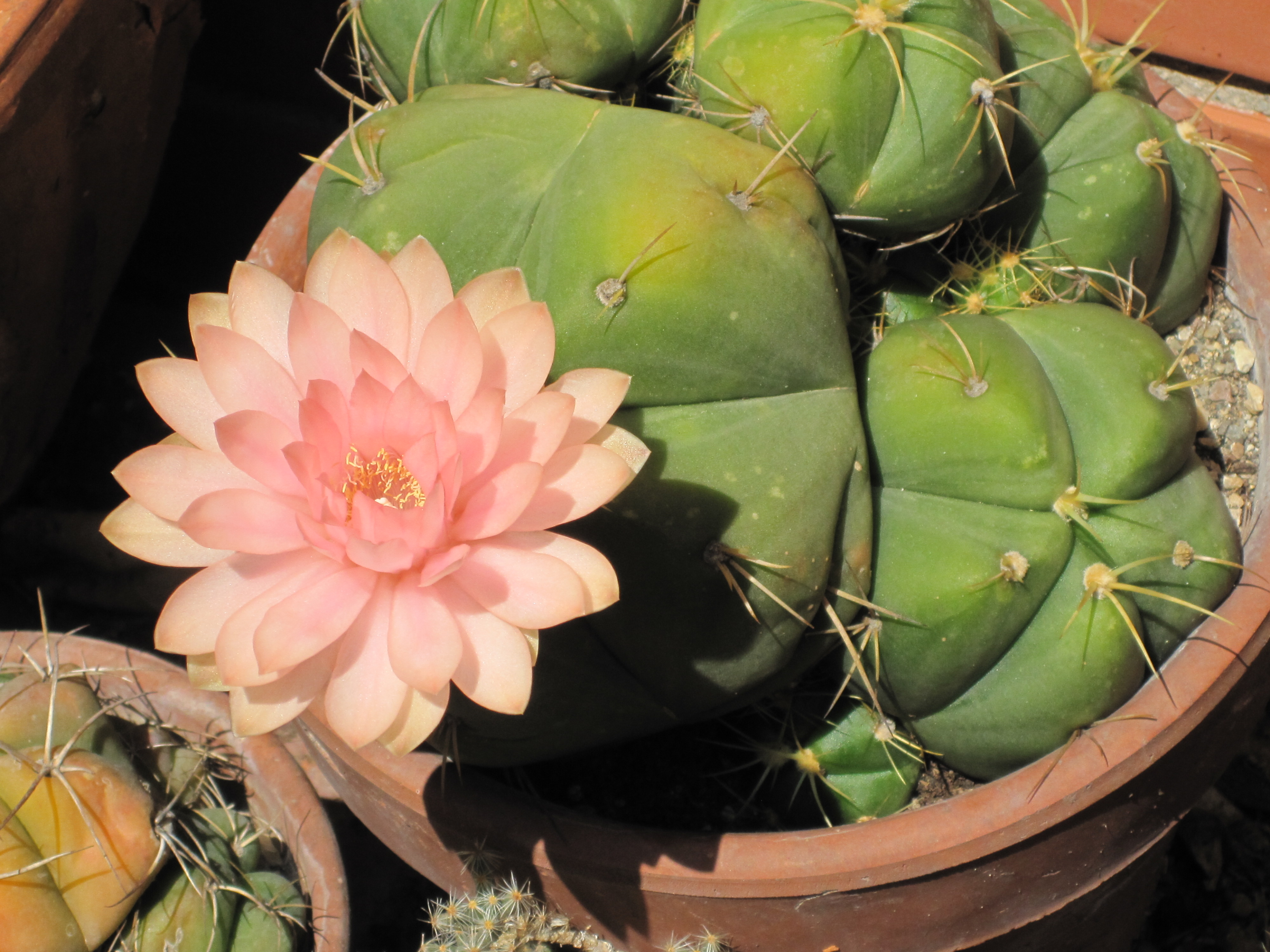
Gymnocalycium horstii

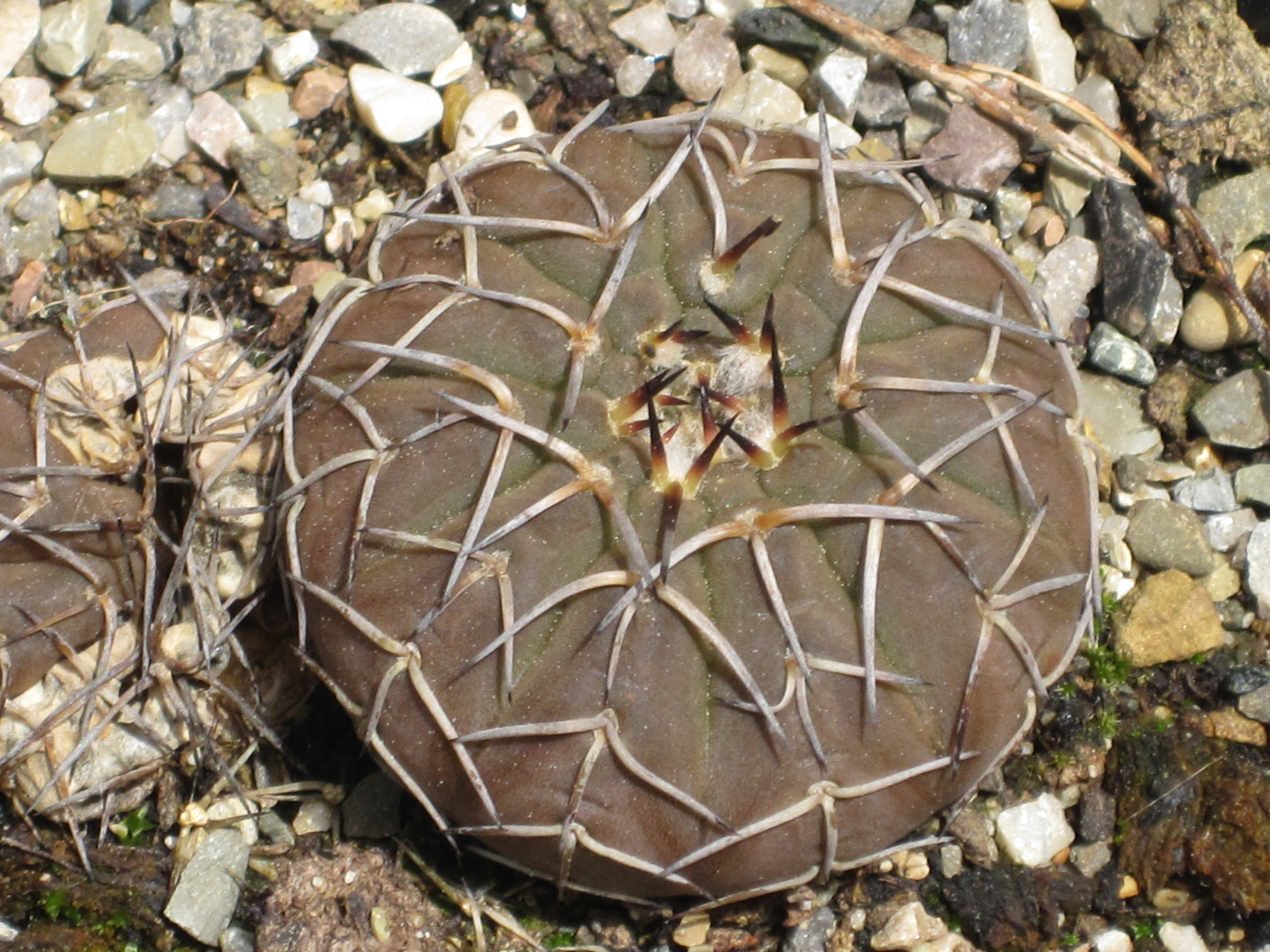
Gymnocalycium stellatum

| - Gymnocalycium albiareolatum - Gymnocalycium amerhauseri - Gymnocalycium andreae - Gymnocalycium angelae - Gymnocalycium anisitsii - Gymnocalycium baldianum - Gymnocalycium bayrianum - Gymnocalycium bodenbenderianum - Gymnocalycium carminanthum - Gymnocalycium castellanosii - Gymnocalycium deeszianum - Gymnocalycium denudatum - Gymnocalycium gibbosum Lem - Gymnocalycium horstii - Gymnocalycium leeanum - Gymnocalycium megalothelon - Gymnocalycium mihanovichii - Gymnocalycium monvillei - Gymnocalycium mostii - Gymnocalycium netrelianum - Gymnocalycium obductum - Gymnocalycium ochoterenai - Gymnocalycium parvulum - Gymnocalycium pflanzii - Gymnocalycium platense - Gymnocalycium rauschii - Gymnocalycium riojense - Gymnocalycium saglionis - Gymnocalycium rosae - Gymnocalycium schroederianum - Gymnocalycium schickendantzii - Gymnocalycium spegazzinii - Gymnocalycium stellatum - Gymnocalycium striglianum - Gymnocalycium taningaense - Gymnocalycium uruguayense |